# Передняя Померания-Рюген

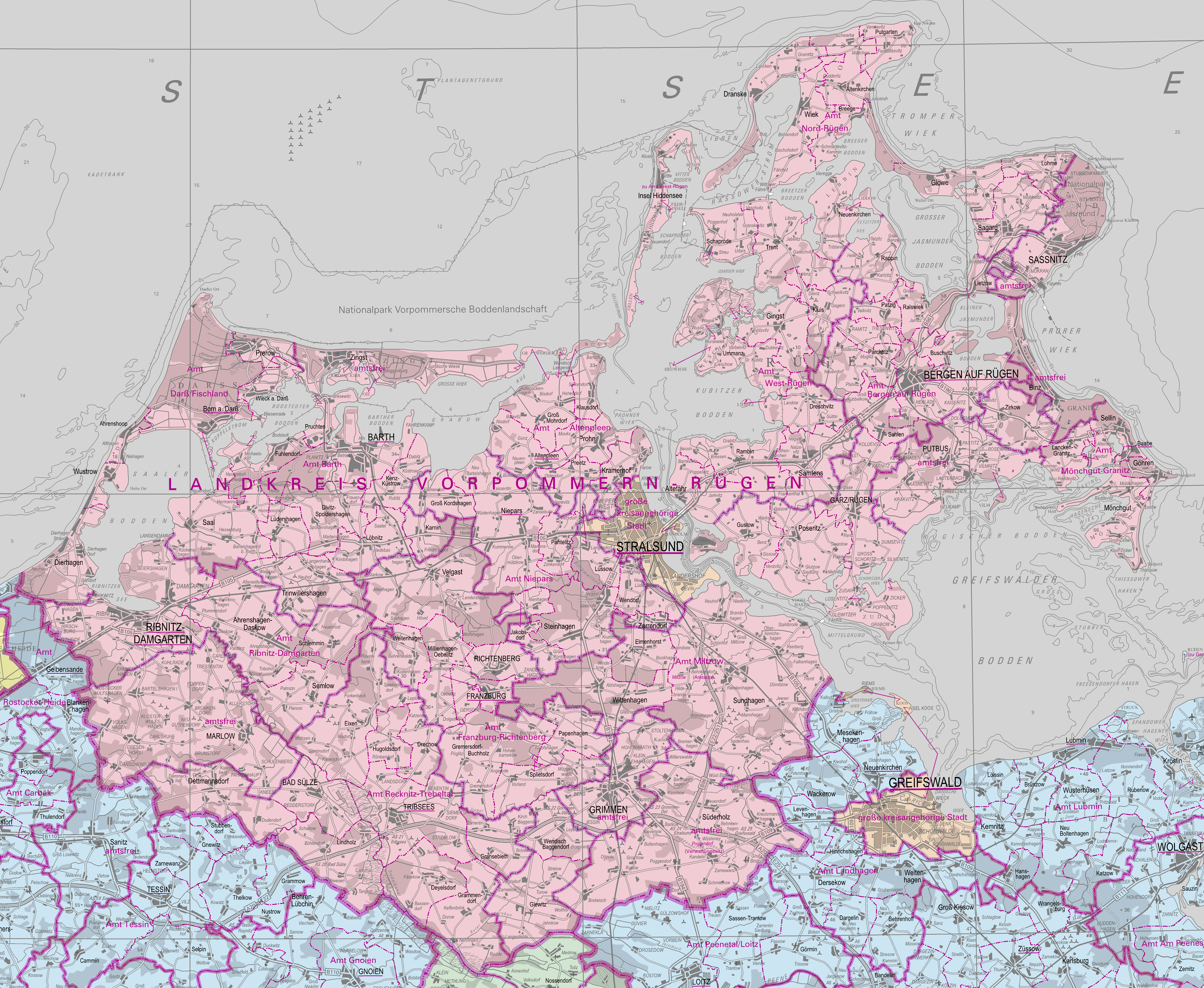
Управления и их общины в составе района Передняя Померания-Рюген.

Передняя Померания-Рюген  (нем. Vorpommern-Rügen) — район в Германии. Входит в землю Мекленбург-Передняя Померания.
Центр района — город Штральзунд. Занимает площадь 3215 км². Численность населения на 31 декабря 2017 года составляла 225 123 человека.

## История
Образован в 2011 году через объединение бывшего внерайонного города Штральзунд и двух упразднённых районов Северная Передняя Померания и Рюген.

## Административное деление
Численность населения городов и управлений, а также общин (коммун) по оценке на 31 декабря 2016 года.
Управления без общин (города):
- Бинц —	Binz  (5366)
- Гриммен, город —	Grimmen, Stadt (9888)
- Марлов, город —	Marlow, Stadt (4553)
- Путбус, город —	Putbus, Stadt (4334)
- Засниц, город —	Sassnitz, Stadt (9485)
- Штральзунд, ганзейский город —	Stralsund, Hansestadt und Große kreisangehörige Stadt (59.101)
- Зюдерхольц —	Süderholz  [Sitz: Poggendorf] (3953)
- Цингст —	Zingst (3097)

Управления с общинами:
1.Управление Альтенплен 	—	Amt Altenpleen (7366)
1. Альтенплен	—	Altenpleen (966)
2. Грос-Мордорф	—	Groß Mohrdorf (748)
3. Клаусдорф	—	Klausdorf (664)
4. Крамерхоф	—	Kramerhof (1865)
5. Прец	—	Preetz (1043)
6. Прон	—	Prohn (2080)

2. Управление Барт 	—	Amt Barth (15.118)
1. Барт	—	Barth, Stadt (8660)
2. Дивиц-Шпольдерсхаген	—	Divitz-Spoldershagen (462)
3. Фулендорф	—	Fuhlendorf (808)
4. Карнин	—	Karnin (200)
5. Кенц-Кюстров	—	Kenz-Küstrow (524)
6. Лёбниц	—	Löbnitz (609)
7. Людерсхаген	—	Lüdershagen (558)
8. Прухтен	—	Pruchten (716)
9. Заль	—	Saal (1434)
10. Тринвиллерсхаген	—	Trinwillershagen (1147)

3. Управление Берген-на-Рюгене	—	Amt Bergen auf Rügen (20.566)
1. Берген-на-Рюгене	—	Bergen auf Rügen, Stadt (13.618)
2. Бушвиц	—	Buschvitz (236)
3. Гарц	—	Garz/Rügen, Stadt (2220)
4. Густов	—	Gustow (583)
5. Литцов	—	Lietzow (256)
6. Пархтиц	—	Parchtitz (784)
7. Патциг	—	Patzig (454)
8. Позериц	—	Poseritz (1004)
9. Ральсвик	—	Ralswiek (232)
10. Раппин	—	Rappin (303)
11. Зелен	—	Sehlen (876)

4. Управление Дарс/Фишланд 	—	Amt Darß/Fischland (6539)
1. Аренсхоп	—	Ahrenshoop (637)
2. Борн-на-Дарсе	—	Born a. Darß (1128)
3. Дирхаген	—	Dierhagen (1484)
4. Преров	—	Prerow (1459)
5. Вик-на-Дарсе	—	Wieck a. Darß (700)
6. Вустров	—	Wustrow (1131)

5. Управление Францбург-Рихтенберг 	—	Amt Franzburg-Richtenberg (7825)
1. Францбург	—	Franzburg, Stadt (1394)
2. Глевиц	—	Glewitz (525)
3. Гремерсдорф-Бухгольц	—	Gremersdorf-Buchholz (690)
4. Миллинхаген-Эбелиц	—	Millienhagen-Oebelitz (336)
5. Папенхаген	—	Papenhagen (564)
6. Рихтенберг	—	Richtenberg, Stadt (1325)
7. Шплитсдорф	—	Splietsdorf (461)
8. Фельгаст	—	Velgast (1755)
9. Вайтенхаген	—	Weitenhagen (240)
10. Вендиш-Баггендорф	—	Wendisch Baggendorf (535)

6. Управление Мильцов 	—	Amt Miltzow (6946)
1. Эльменхорст	—	Elmenhorst (695)
2. Зундхаген	—	Sundhagen (5101)
3. Виттенхаген	—	Wittenhagen (1150)

7. Управление Мёнхгут-Границ	—	Amt Mönchgut-Granitz (7120)
1. Бабе	—	Baabe (878)
2. Гёрен	—	Göhren (1245)
3. Ланкен-Границ	—	Lancken-Granitz (419)
4. Миддельхаген	—	Mönchgut (1360)
5. Зеллин	—	Sellin (2555)
6. Цирков	—	Zirkow (663)

9. Управление Нипарс 	—	Amt Niepars (9414)
1. Грос-Кордсхаген	—	Groß Kordshagen (340)
2. Якобсдорф	—	Jakobsdorf (483)
3. Куммеров	—	Kummerow (315)
4. Люссов	—	Lüssow (783)
5. Ной-Бартельсхаген	—	Neu Bartelshagen (320)
6. Нипарс	—	Niepars (1814)
7. Пантелиц	—	Pantelitz (777)
8. Штайнхаген	—	Steinhagen (2630)
9. Вендорф	—	Wendorf (879)
10. Царрендорф	—	Zarrendorf (1073)

9. Управление Норд-Рюген	—	Amt Nord-Rügen (7791)
1. Альтенкирхен	—	Altenkirchen (922)
2. Бреге	—	Breege (611)
3. Дранске	—	Dranske (1154)
4. Глове	—	Glowe (959)
5. Ломе	—	Lohme (454)
6. Путгартен	—	Putgarten (200)
7. Загард	—	Sagard (2426)
8. Вик	—	Wiek (1065)

10. Управление Рекниц-Требельталь 	—	Amt Recknitz-Trebeltal (8759)
1. Бад-Зюльце	—	Bad Sülze, Stadt (1755)
2. Деттмансдорф	—	Dettmannsdorf (991)
3. Дайельсдорф	—	Deyelsdorf (493)
4. Дрехов	—	Drechow (242)
5. Айксен	—	Eixen (773)
6. Граммендорф	—	Grammendorf (537)
7. Гранзебит	—	Gransebieth (556)
8. Хугольдсдорф	—	Hugoldsdorf (125)
9. Линдхольц	—	Lindholz (651)
10. Трибзес	—	Tribsees, Stadt (2636)

11. Управление Рибниц-Дамгартен 	—	Amt Ribnitz-Damgarten (18.278)
1. Аренсхаген-Дасков	—	Ahrenshagen-Daskow (2100)
2. Рибниц-Дамгартен	—	Ribnitz-Damgarten, Stadt (15.208)
3. Шлеммин	—	Schlemmin (285)
4. Землов	—	Semlow (685)

12. Управление Вест-Рюген	—	Amt West-Rügen (9472)
1. Альтефер	—	Altefähr (1212)
2. Дрешвиц	—	Dreschvitz (752)
3. Гингст	—	Gingst (1308)
4. Хиддензе	—	Insel Hiddensee (977)
5. Клюс	—	Kluis (416)
6. Нойенкирхен	—	Neuenkirchen (284)
7. Рамбин	—	Rambin (925)
8. Замтенс	—	Samtens (1920)
9. Шапроде	—	Schaprode (430)
10. Трент	—	Trent (704)
11. Умманц	—	Ummanz (544)

Всего 224 971 человек (31.12.2016).

## Галерея

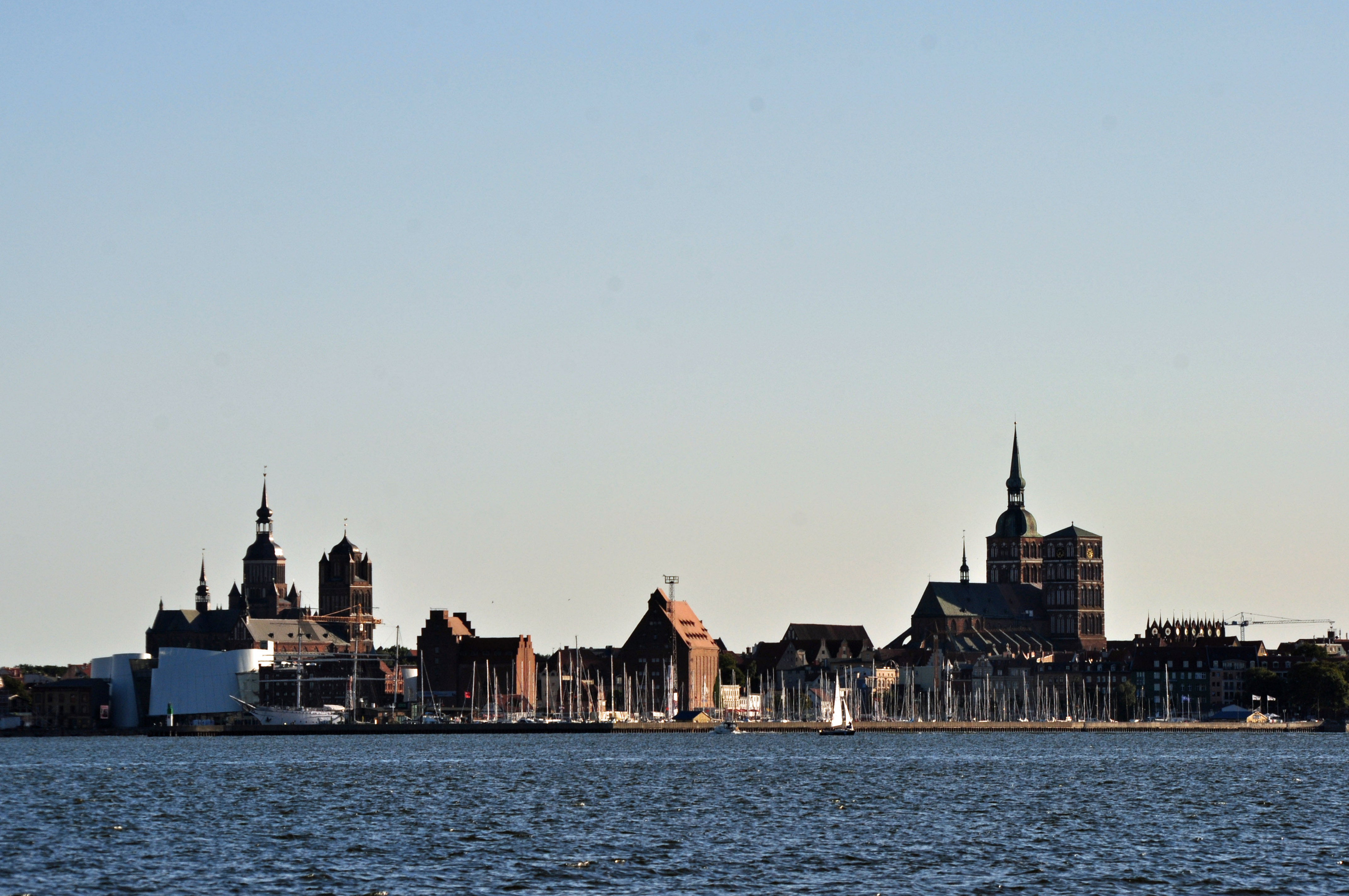
Stralsund
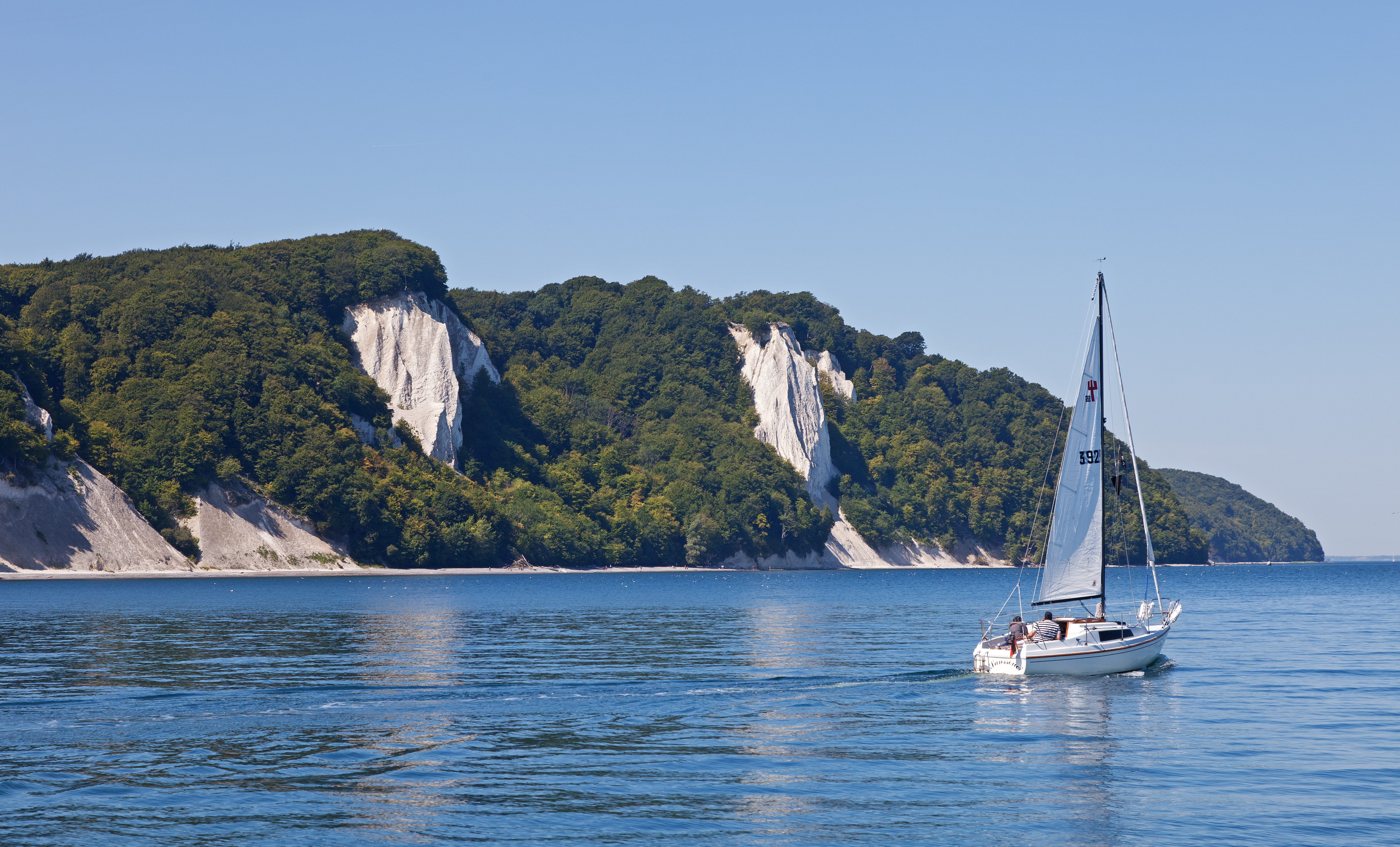
Nationalpark Jasmund auf Rügen
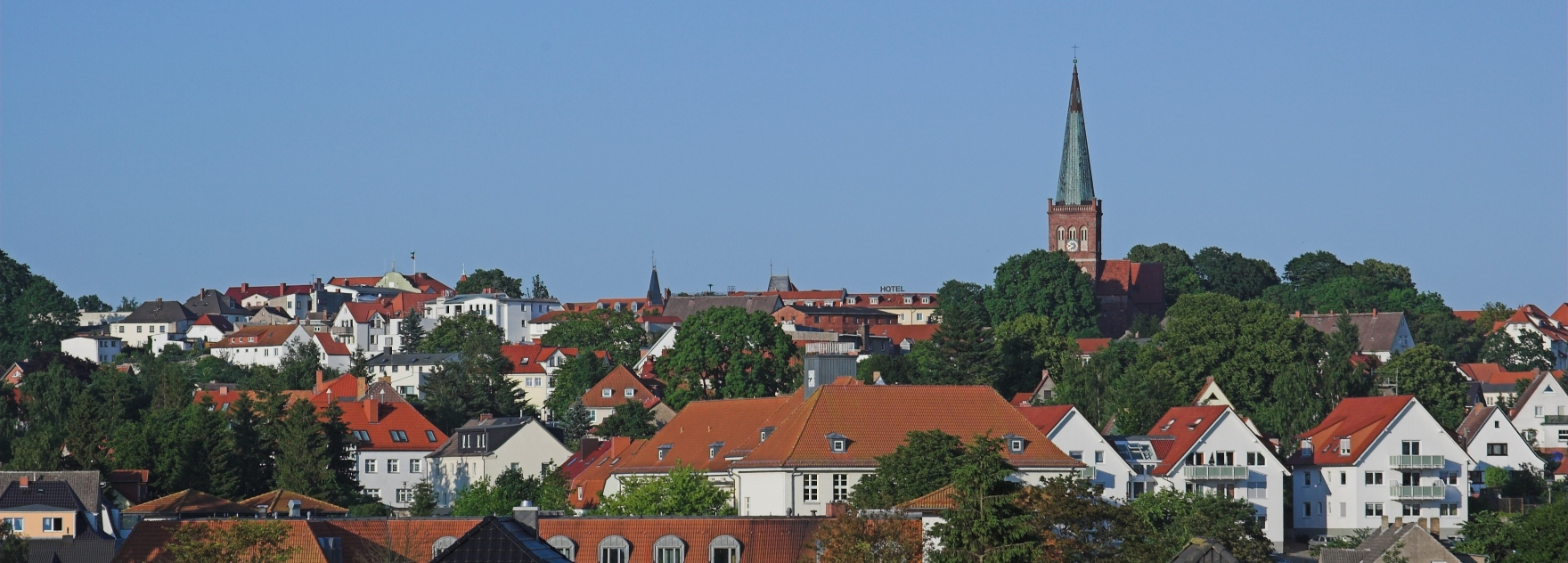
Bergen auf Rügen
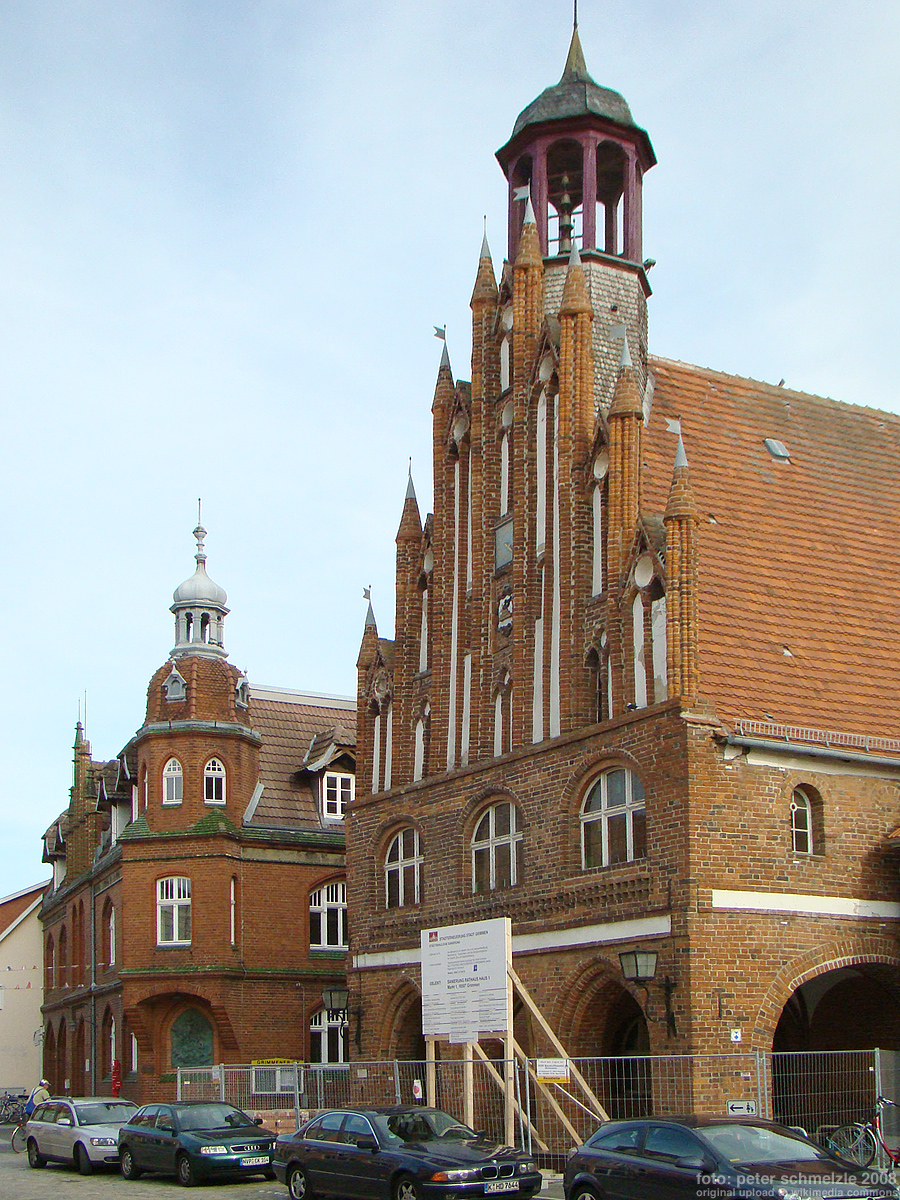
Grimmer Rathaus
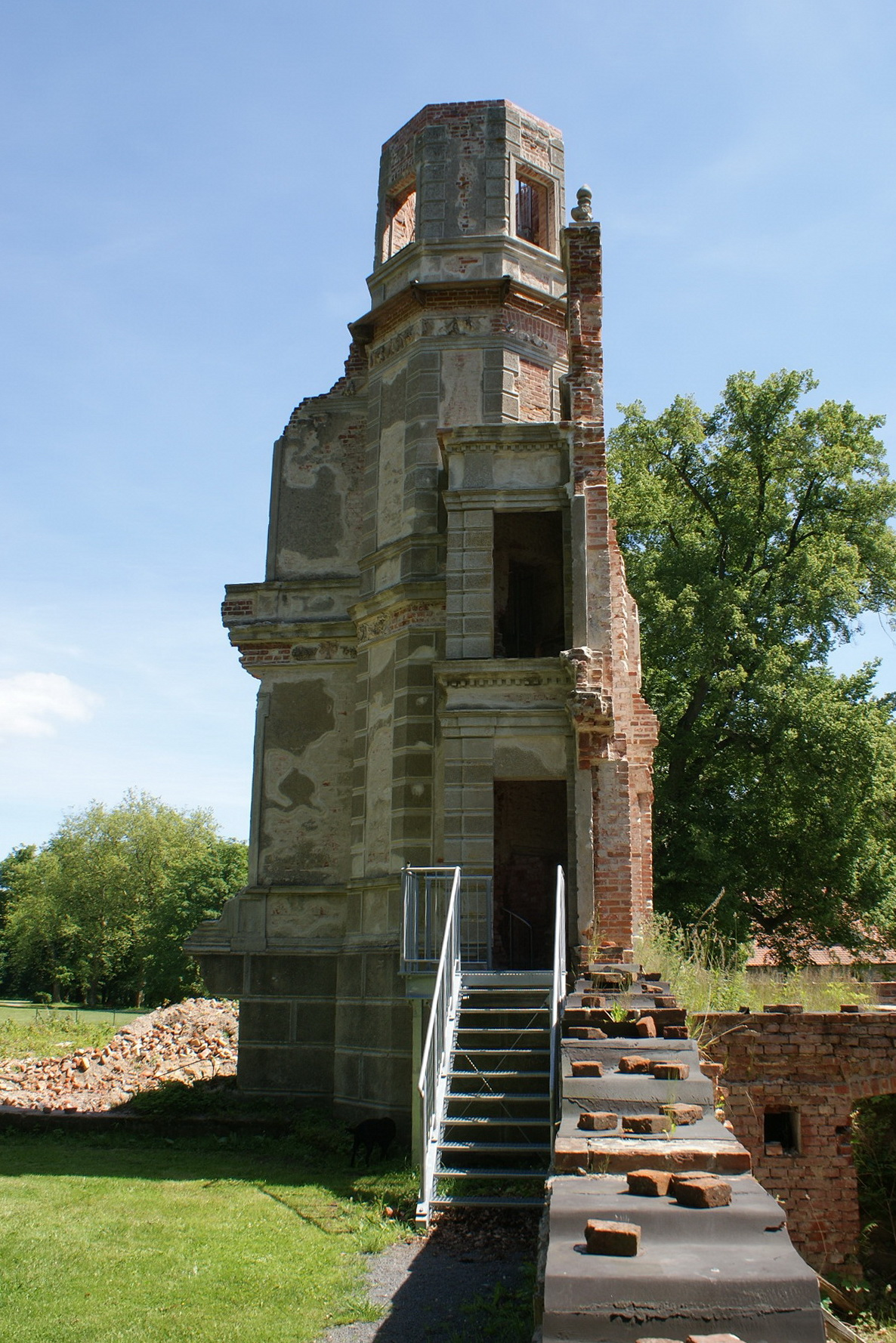
Schlossruine Pansevitz
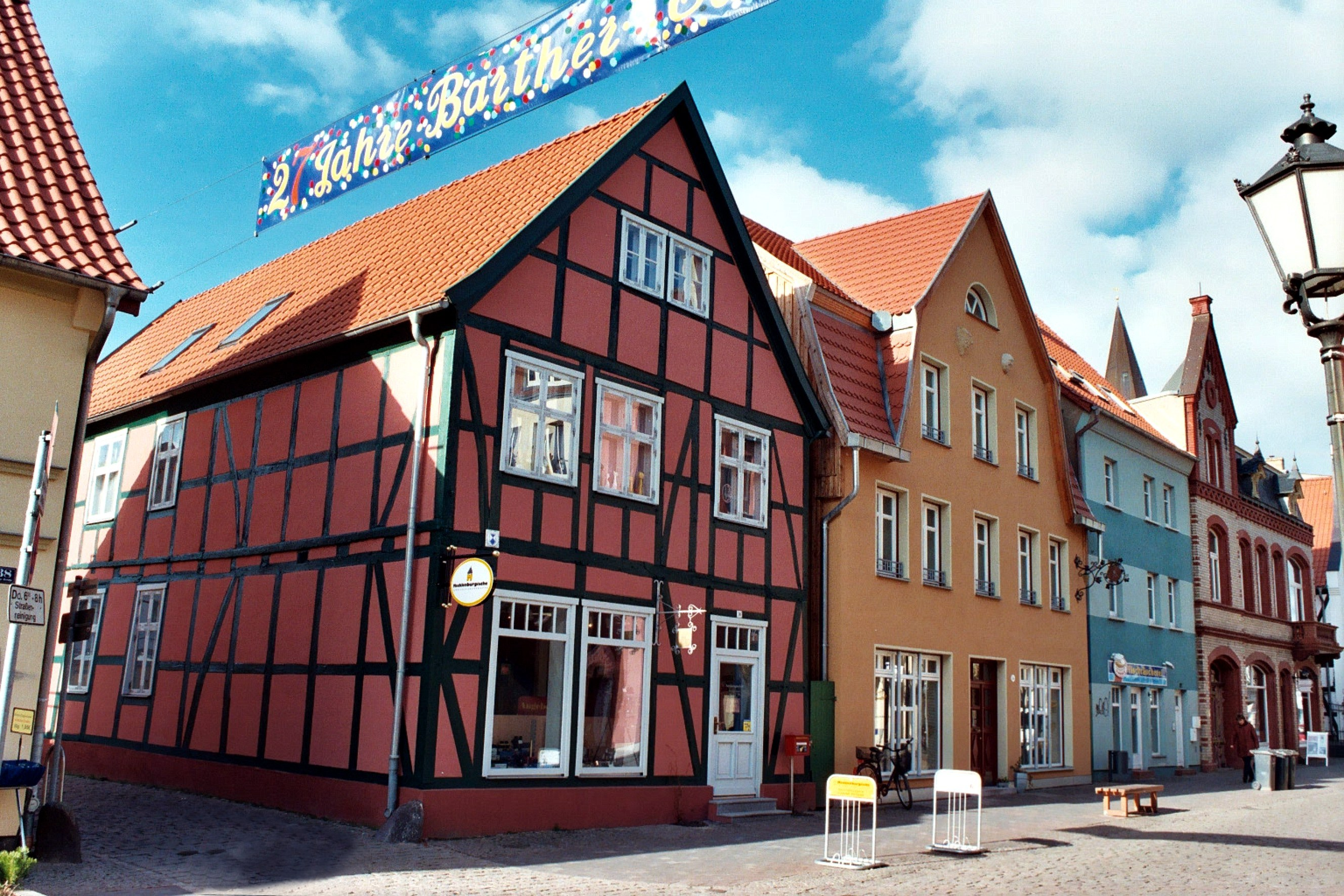
Barth